# Bucida ophiticola
Espèce
Statut de conservation UICN

 EN (needs updating) A1c, B1+2c : En danger
Bucida ophiticola est une espèce de plantes à fleurs de la famille des Combretaceae endémique de Cuba.
Selon Plants of the World Online, c'est un synonyme de Terminalia buceras. C'est un arbre originaire d'Amérique, allant du centre du Mexique jusqu'en Colombie (île San Andrés), en incluant les Caraïbes. Il pousse en milieu tropical à saison sèche. Il est utilisé à des fins médicinales.